# 179875 Budavari
179875 Budavari è un asteroide della fascia principale. Scoperto nel 2002, presenta un'orbita caratterizzata da un semiasse maggiore pari a 2,3762934 au e da un'eccentricità di 0,0586677, inclinata di 7,22213° rispetto all'eclittica.
L'asteroide è dedicato al fisico ungherese Tamas Budavari.